# 格林伍德 (伊利諾伊州)
格林伍德（英語：Greenwood）是位於美國伊利諾伊州麥克亨利縣的一個村落。

## 地理
格林伍德的座標為42°23′29″N 88°23′12″W / 42.39139°N 88.38667°W，而該地最高點為海拔高度261米（即856英尺）。

## 人口
根據2010年美國人口普查的數據，格林伍德的面積為4.78平方千米，當中陸地面積為4.78平方千米，而水域面積為0.20平方千米。當地共有人口255人，而人口密度為每平方千米53人。